# Campionati del mondo di BMX - Gara maschile Junior
La Gara Uomini Junior è uno degli eventi disputati durante i Campionati del mondo di BMX UCI. Per la prima volta fu corso nel 1996.

## Albo d'oro
Aggiornato all'edizione 2019.
| Anno | Vincitore              | Secondo                  | Terzo                   |
| ---- | ---------------------- | ------------------------ | ----------------------- |
| 1996 | Carmine Falco          | Jason Whitted            | Thierry Fouilleul       |
| 1997 | Ivo Lakuch             | Thierry Fouilleul        | Mickael Deldycke        |
| 1998 | Brandon Meadows        | Mickael Deldycke         | Luke Madill             |
| 1999 | Dan Shanahan           | Steve Larralde           | Kevin Batey             |
| 2000 | Jason Ream             | Santiago Silva Romero    | Allan Duarte            |
| 2001 | Donny Robinson         | Ian Stoffel              | Jeremy Cotte            |
| 2002 | Pablo Gutierrez        | Taylor Wells             | Edwin Montoya           |
| 2003 | Arturs Matison         | Manuel Alejandro Lopez   | Sander Bisseling        |
| 2004 | Michael Fenwick        | Thomas Amon              | Ivo van der Putten      |
| 2005 | Michael Cesar          | Benoit Leroy             | Edgar Bisseling         |
| 2006 | Moana Moo Caille       | Martin Scherpen          | Ramiro Martin Marino    |
| 2007 | Yvan Lapraz            | Joey Bradford            | Logan Collins           |
| 2008 | Sam Willoughby         | Vincent Pelluard         | Denzel Stein            |
| 2009 | Sam Willoughby         | Andre Fossa Aquiluz      | Antony Dean             |
| 2010 | Sylvain André          | Kristers Lejins          | Twan van Gendt          |
| 2011 | Alfredo Campo          | Trent Woodcock           | Antonin Dupire          |
| 2012 | Carlos Alberto Ramírez | Maliek Blyndloss         | Léopold Tramier         |
| 2013 | Sean Gaian             | Gonzalo Molina           | Jéremy Rencurel         |
| 2014 | Niek Kimmann           | Sean Gaian               | Romain Racine           |
| 2015 | Exequiel Torres        | Collin Hudson            | Romain Racine           |
| 2016 | Maynard Peel           | Mathis Ragot-Richard     | Cédric Butti            |
| 2017 | Cédric Butti           | Kevin van de Groenendaal | Mikus Strazdiņš         |
| 2018 | Léo Garoyan            | Juan Camilo Ramírez      | Mauricio Ignacio Molina |
| 2019 | Tatyan Lui Hin Tsan    | Oliver Moran             | Nathanaël Dieuaide      |

## Medagliere
| Pos.   | Nazione       | Oro | Argento | Bronzo | Totale |
| ------ | ------------- | --- | ------- | ------ | ------ |
| 1      | Francia       | 6   | 6       | 9      | 21     |
| 2      | Stati Uniti   | 5   | 8       | 2      | 15     |
| 3      | Australia     | 3   | 1       | 2      | 6      |
| 4      | Lettonia      | 2   | 1       | 1      | 4      |
| 5      | Svizzera      | 2   | 0       | 1      | 3      |
| 6      | Paesi Bassi   | 1   | 2       | 4      | 7      |
| 7      | Argentina     | 1   | 2       | 1      | 4      |
| 7      | Colombia      | 1   | 2       | 1      | 4      |
| 9      | Nuova Zelanda | 1   | 1       | 0      | 2      |
| 10     | Ecuador       | 1   | 0       | 0      | 1      |
| 10     | Portogallo    | 1   | 0       | 0      | 1      |
| 12     | Norvegia      | 0   | 1       | 0      | 1      |
| 13     | Brasile       | 0   | 0       | 1      | 1      |
| 13     | Cile          | 0   | 0       | 1      | 1      |
| 13     | Gran Bretagna | 0   | 0       | 1      | 1      |
| Totale | Totale        | 24  | 24      | 24     | 72     |